# Parti Perhimpunan Kebangsaan
El Partido de la Convención Nacional (en malayo: Parti Perhimpunan Kebangsaan) fue un partido político malasio fundado por Aziz Ishak, exministro de Agricultura y Cooperativas, con el respaldo de agricultores y pescadores.

## Historia
Fue establecido el 29 de agosto de 1963. Su principal objetivo era organizar la llamada "izquierda malaya", compuesta por los campesinos más pobres, los pescadores más inseguros y otros habitantes rurales descontentos como parte de una coalición para oponerse a la Alianza gobernante. Se formó después de que Ishak renunciara al Gabinete y fuera expulsado de la UMNO y la Alianza. En 1964, se unió al Frente Socialista de los Pueblos Malayos (SF) y disputó las elecciones federales de 1964, sin obtener ningún escaño.
En 1963, poco después de los acontecimientos del enfrentamiento entre Indonesia y Malasia, el gobierno tomó medidas contra varios políticos y activistas de la oposición. El SF fue visto como pro-Indonesia y pro-China, siendo la mayoría de sus dirigentes detenidos, incluyendo Ishak. Se realizaron concentraciones y manifestaciones masivas el 13 de febrero de 1965 en Kuala Lumpur en el segundo aniversario de la detención de Ahmad Boestamam y otras para oponerse a las detenciones masivas de activistas y líderes de la SF en virtud de la Ley de Seguridad Interna (ISA) y las supuestas actividades de participación "subversión". El partido perdió su registro antes de las elecciones de 1969.